# Vizcondado de Salinas
El vizcondado de Salinas es un título nobiliario español creado en 1688 por el rey Carlos II a favor de Francisco de Carvajal y Loaysa, VII señor de Salinas de los Mazones, IX señor de Sobrinos, en Talavera de la Reina y de la Huerta de Valdecarábanos en Toledo.

## Vizcondes de Salinas
|                                 | Titular                                       | Periodo                |
| Creación por Carlos II          | Creación por Carlos II                        | Creación por Carlos II |
| ------------------------------- | --------------------------------------------- | ---------------------- |
| I                               | Francisco de Carvajal y Loaysa                | 1688-                  |
| II                              | Gutiérre de Meneses y Carvajal                |                        |
| .                               | .                                             |                        |
| IV                              | Pedro de Monroy y Meneses                     | ? -1747                |
| V                               | Antonio Javier Rodríguez de Monroy y Meneses  | 1747-1751              |
| VI                              | Francisca María Rodríguez de Monroy y Meneses | 1751-1760              |
| VII                             | Petra Rodríguez de Monroy y Meneses           | 1760-1765              |
| Rehabilitación por Alfonso XIII |                                               |                        |
| VIII                            | José María de Unceta y Berriozábal            | 1924-1934              |
| IX                              | María del Pilar de Unceta y Urigoitia         | 1934-1943              |
| X                               | Santiago de Satrústegui y de Unceta           | 1943-actual titular    |

## Historia de los vizcondes de Salinas
- Francisco de Carvajal y Loaysa, I vizconde de Salinas. Le sucedió el hijo de su hermana Leonor de Carvajal y Loaysa que casó con Bernardino de Meneses y Bracamonte, I conde de Peñalva, por tanto su sobrino:

- Gutiérre de Meneses y Carvajal, II vizconde de Salinas, I conde de Foncalada

- Pedro de Monroy y Meneses (f. en 1747), IV vizconde de Salinas y III conde de Foncalada.

1. Casó con Josefa de Posadas Gallo de Escalada y Agurto. Le sucedió su hijo:

- Antonio Javier Rodríguez de Monroy y Meneses (1729-1751), V vizconde de Salinas y IV conde de Foncalada. Soltero sin descendientres. Le sucedió su hermana:

- Francisca María Rodríguez de Monroy y Meneses (1703-1760), VI vizcondesa de Salinas y V condesa de Foncalada. Soltera sin descendientes. Le sucedió su hermana:

- Petra Rodríguez de Monroy y Meneses, VII vizcondesa de Salinas. Soltera sin descendientes.

Rehabilitado en 1924 por:
- José María de Unceta y Berriozábal, VIIII vizconde de Salinas, VII marqués de Casa Jara, XIV conde de Casa Palma, III conde de la Laguna de Chanchacalle, V conde de Vallehermoso.

1. Casó con Herminia de Urigoitia y Peláez. Le sucedió, en 1934, su hija:

- María del Pilar de Unceta y Urigoitia, IX vizcondesa de Salinas.

1. Casó con Carlos de Satrústegui Fernández. Le sucedió, 1943, su hijo:

- Santiago de Satrústegui y de Unceta, X vizconde de Salinas.

1. Casó con Teresa Pérez de Villaamil Alfaro.